# Kripo Holstein – Mord und Meer
Kripo Holstein – Mord und Meer ist eine deutsche Kriminalserie, die vom 9. Oktober 2013 bis zum 21. Januar 2015 im ZDF erstausgestrahlt wurde.

## Handlung
Im Zentrum der Serie steht die fünfköpfige Ermittlergruppe der Kripo Holstein um Kriminalhauptkommissar und Hubschrauberpilot Hannes Schulte. Er wird zu Beginn der ersten Folge aus Berlin-Wedding ins Kriminalkommissariat Altenkrempe der Kripo Holstein strafversetzt und wird dort neuer Dienststellenleiter. An seiner neuen Dienststelle trifft er auch auf seine neuen Kollegen: Kriminalhauptkommissarin Jette Jessen, den Techniker Kriminaloberkommissar Jost Reedmacher und die KTU- und IT-Spezialistin Kriminaloberkommissarin Catrin Christiansen.
Weitere Darsteller sind der Dorfpolizist Polizeioberkommissar Lars Tennhagen, der oft mit Polizeipferd „Dacapo“ unterwegs ist, und die Imbissbudenbetreiberin Heidi Lürsen.
Um in kurzer Zeit auch längere Strecken zurücklegen zu können, steht den Kommissaren der Polizeihubschrauber Dörte 1 zur Seite.
Zu Beginn der 2. Staffel ersetzt Kriminalhauptkommissarin Nele Wittkamp Kriminalhauptkommissarin Jette Jessen, die zum Bundeskriminalamt wechselte. Sie wurde die neue Leiterin der Kripo Holstein, da der Posten Hannes Schulte wegen des Disziplinarverfahrens, dessentwegen er auch nach Altenkrempe versetzt wurde, entzogen worden ist.

### Produktion
Nach Ausstrahlung der ersten Staffel im Jahr 2013 wurde Anfang 2014 die Produktion einer zweiten Staffel mit 15 Episoden bekanntgegeben, welche von 1. Oktober 2014 bis 21. Januar 2015 ausgestrahlt wurde.
Nach Beendigung der Erstausstrahlung von Staffel zwei wurde die Einstellung der Serie bekanntgegeben.

## Besetzung
| Schauspieler             | Rollenname          | Rolle                                                                            | Episoden | Staffeln | Zeitraum  |
| ------------------------ | ------------------- | -------------------------------------------------------------------------------- | -------- | -------- | --------- |
| Björn Bugri              | Hannes Schulte      | Kriminaloberkommissar, Hubschrauberpilot Leiter der „Kripo Holstein“ (Staffel 1) | 1–23     | 1–2      | 2013–2015 |
| Lara-Isabelle Rentinck   | Jette Jessen        | Kriminalhauptkommissarin                                                         | 1–8      | 1        | 2013      |
| Christoph Hagen Dittmann | Jost Reedmacher     | Kriminaloberkommissar, Techniker                                                 | 1–23     | 1–2      | 2013–2015 |
| Katharina Küpper         | Catrin Christiansen | Kriminaloberkommissarin, KTU- und IT-Spezialistin                                | 1–23     | 1–2      | 2013–2015 |
| Daniel Roesner           | Lars Tennhagen      | Polizeioberkommissar                                                             | 1–23     | 1–2      | 2013–2015 |
| Ina Holst                | Heidi Lürsen        | Imbissbudenbetreiberin                                                           | 1–23     | 1–2      | 2013–2015 |
| Mareile Moeller          | Nele Wittkamp       | Kriminalhauptkommissarin Leiterin der „Kripo Holstein“ (Staffel 2)               | 9–23     | 2        | 2014–2015 |

### Zeitleiste
| Name                | Rolle                    | 1 | 2 |
| ------------------- | ------------------------ | - | - |
| Hannes Schulte      | Kriminaloberkommissar    |   |   |
| Jette Jessen        | Kriminalhauptkommissarin |   |   |
| Jost Reedmacher     | Kriminaloberkommissar    |   |   |
| Catrin Christiansen | Kriminaloberkommissarin  |   |   |
| Nele Wittkamp       | Kriminalhauptkommissarin |   |   |
| Lars Tennhagen      | Polizeioberkommissar     |   |   |
| Heidi Lürsen        | Imbissbudenbetreiberin   |   |   |

## Episodenliste

### Staffel 1
| Nr. (gesamt)                                                                                              | Nr. (Staffel) | Episodentitel          | Regie                | Drehbuch                                       | Erstausstrahlung  | Zuschauer |
| --- | ------------- | ---------------------- | -------------------- | ---------------------------------------------- | ----------------- | --------- |
| 1 | 1             | Wettlauf gegen den Tod | Zbynek Cerven        | Jan von der Bank, Susann Lütje                 | 9. Oktober 2013   | 4,02 Mio. |
| Episodenschauspieler: Walter Kreye, Henriette Richter-Röhl, Dirk Borchardt, Rainer Sellien                |               |                        |                      |                                                |                   |           |
| 2 | 2             | Bei Anruf Mord         | Zbynek Cerven        | Martin Muser, Hanno Raichle                    | 16. Oktober 2013  | 4,14 Mio. |
| Episodenschauspieler: Petra Kleinert, Kai Malina, Fritz Roth, Susi Banzhaf                                |               |                        |                      |                                                |                   |           |
| 3 | 3             | Das fliegende Auge     | Zbynek Cerven        | Jens Köster                                    | 23. Oktober 2013  | 3,63 Mio. |
| Episodenschauspieler: Johanna Gastdorf, Max Mauff, Rafi Guessous                                          |               |                        |                      |                                                |                   |           |
| 4 | 4             | Bitteres Erwachen      | Zbynek Cerven        | Eckhard Wolff                                  | 30. Oktober 2013  | 3,73 Mio. |
| Episodenschauspieler: Katja Woywood, Ralph Kretschmar, Pheline Roggan, David Bredin, Matthias Breitenbach |               |                        |                      |                                                |                   |           |
| 5 | 5             | Jede Sekunde zählt     | Daniel Drechsel-Grau | Jens Köster                                    | 6. November 2013  | 3,87 Mio. |
| Episodenschauspieler: Tonio Arango, Dagmar Leesch, Arndt Schwering-Sohnrey                                |               |                        |                      |                                                |                   |           |
| 6 | 6             | Die letzte Fahrt       | Daniel Drechsel-Grau | Hanno Raichle, Martin Muser                    | 13. November 2013 | 3,65 Mio. |
| Episodenschauspieler: Francis Fulton-Smith, Valerie Niehaus, Helmut Zierl, Uwe Rohde, Tobias Dürr         |               |                        |                      |                                                |                   |           |
| 7 | 7             | Todesengel in Weiß     | Daniel Drechsel-Grau | Christiane Bubner, Martin Muser, Hanno Raichle | 20. November 2013 | 3,46 Mio. |
| Episodenschauspieler: Hans Peter Korff, Enno Hesse, Peter Ketnath, Sanna Englund                          |               |                        |                      |                                                |                   |           |
| 8 | 8             | Um Kopf und Kragen     | Daniel Drechsel-Grau | Jens Köster                                    | 4. Dezember 2013  | 3,15 Mio. |
| Episodenschauspieler: Guntbert Warns, Marek Harloff, Lea Marlen Woitack, Rüdiger Brans                    |               |                        |                      |                                                |                   |           |

### Staffel 2
| Nr. (gesamt) | Nr. (Staffel) | Episodentitel           | Regie                | Drehbuch                          | Erstausstrahlung  | Zuschauer |
| --- | ------------- | ----------------------- | -------------------- | --------------------------------- | ----------------- | --------- |
| 9 | 1             | Denn man tau!           | Daniel Drechsel-Grau | Andreas Hug, Eckhard Wolff        | 1. Oktober 2014   | 3,25 Mio. |
| Episodenschauspieler: Annika Kuhl, Pierre Kiwitt, Dirc Simpson, Rike Schäffer, Jessica McIntyre                                                                                                   |               |                         |                      |                                   |                   |           |
| 10 | 2             | Blood op de Danzdeel    | Daniel Drechsel-Grau | Tobias Wolk                       | 8. Oktober 2014   |           |
| Episodenschauspieler: Christoph Tomanek, Helene Grass, Patrick Abozen, Jana Reinermann, Norbert Heisterkamp                                                                                       |               |                         |                      |                                   |                   |           |
| 11 | 3             | Bauer sucht Frau        | Daniel Drechsel-Grau | Eckhard Wolff, Andreas Hug        | 15. Oktober 2014  |           |
| Episodenschauspieler: Marie Anne Fliegel, Christian Beermann, Andreas Christ, Liane Siems |               |                         |                      |                                   |                   |           |
| 12 | 4             | Angst um Lars           | Daniel Drechsel-Grau | Martin Muser, Hanno Raichle       | 22. Oktober 2014  |           |
| Episodenschauspieler: Bettina Burchard, Daniel Breitfelder, Aljoscha Stadelmann, Tabea Bettin |               |                         |                      |                                   |                   |           |
| 13 | 5             | Süßer Tod               | Daniel Drechsel-Grau | Jan von der Bank, Susanne Lütje   | 29. Oktober 2014  |           |
| Episodenschauspieler: Patrick Bach, Steffen Münster, Rosa Enskat, Jörg Pose, Jessica Ohl |               |                         |                      |                                   |                   |           |
| 14 | 6             | Sein letzter Wille      | Zbynek Cerven        | Marc Hillefeld                    | 5. November 2014  |           |
| Episodenschauspieler: Steffi Kühnert, Conrad F. Geier, Hauke Diekamp, Katinka Auberger |               |                         |                      |                                   |                   |           |
| 15 | 7             | Bömmel kloppen          | Zbynek Cerven        | Martin Muser, Hanno Raichle       | 12. November 2014 |           |
| Episodenschauspieler: Mareike Ludwig, Benjamin Trinks, Niklas Löffler, Sophia Schubert, Hannes Hellmann                                                                                           |               |                         |                      |                                   |                   |           |
| 16 | 8             | Die letzte Vorstellung  | Zbynek Cerven        | Hanno Raichle, Martin Muser       | 19. November 2014 |           |
| Episodenschauspieler: Michael Mendl, Irene Rindje, Beate Prahl, Tim Oliver Schultz |               |                         |                      |                                   |                   |           |
| 17 | 9             | Vom Winde verweht       | Zbynek Cerven        | Jens Schäfer, Karsten Rüter       | 26. November 2014 |           |
| Episodenschauspieler: Andy Gätjen, Daniela Holtz, Ulrich Bähnk, Anne Müller |               |                         |                      |                                   |                   |           |
| 18 | 10            | Ruhe sanft              | Zbynek Cerven        | Gabi Krieg                        | 3. Dezember 2014  |           |
| Episodenschauspieler: Michael Schiller als Hinnerk Claasen, Franziska Brandmeier als Philine Claasen, Till Huster als Dag Holthusen, Rafael Gareisen als Andi Holthusen, Timo Jacobs als Kai Voss |               |                         |                      |                                   |                   |           |
| 19 | 11            | Waschen, legen, sterben | Philipp Osthus       | Martin Muser, Karolina Dombrowski | 10. Dezember 2014 | 3,38 Mio. |
| Episodenschauspieler: Laura Lo Zito als Franziska Engelmann, Lena Meckel als Suse Merschwitz, Ludger Pistor als Peter Döberlin, Mathias Harrebye-Brandt als Sven Oettrich                         |               |                         |                      |                                   |                   |           |
| 20 | 12            | Rauchende Colts         | Philipp Osthus       | Andreas Hug, Andrea Osterhorn     | 17. Dezember 2014 |           |
| Episodenschauspieler: Christian Blümel als Ingo Börger, Laura Maria Heid als Wienke Jacobsen, Peter Sikorski Harald Rohloff, Meike Harten als Uta Krause                                          |               |                         |                      |                                   |                   |           |
| 21 | 13            | Hau wech die Kugel      | Philipp Osthus       | Andreas Hug, Eckhard Wolff        | 7. Januar 2015    |           |
| Episodenschauspieler: Joachim Kappl als Rudi Reuvers, Anna Schäfer als Maren Jürgensen, Annette Strasser als Pia Laukner, Ulrich Gebauer als Birger Quast                                         |               |                         |                      |                                   |                   |           |
| 22 | 14            | Die blöde Kuh           | Philipp Osthus       | Andreas Dirr                      | 14. Januar 2015   |           |
| Episodenschauspieler: Christofer von Beau als George Berry, Josef Heynert als Sören Hendriks, Theresa Scholze als Anne Hendriks, Ben Münchow als Heinar Rudolph                                   |               |                         |                      |                                   |                   |           |
| 23 | 15            | Ihr schwerster Fall     | Philipp Osthus       | Tobias Wolk                       | 21. Januar 2015   |           |
| Episodenschauspieler: Bernd Stegemann als Hergen Wittkamp, Renate Krößner als Grete Saft, Cosima Lehninger als Manuela Trost, Oliver Bootz als Torben Vosskopf, Peter Meinhardt als Ernst Harmsen |               |                         |                      |                                   |                   |           |

## Trivia
- Zunächst war die Serie in Anlehnung an Die Garmisch-Cops als Ostsee-Cops produziert worden.[4]
- Das Vernehmungszimmer des Kommissariats ist die gleiche Kulisse, welche auch in der Serie Küstenwache verwendet wird.

## DVD
- Am 26. September 2014 ist die erste Staffel mit den Episoden 1 bis 8 auf DVD erschienen.
- Die DVD zur zweiten Staffel mit den Episoden 9 bis 23 erschien am 13. Februar 2015.